# Гранд Форкс (Британска Колумбија)
Гранд Форкс (енгл. Grand Forks) је град у Канади у покрајини Британска Колумбија. Према резултатима пописа 2011. у граду је живело 3.985 становника.

## Становништво
Према резултатима пописа становништва из 2011. у граду је живело 3.985 становника, што је за -1,3% више у односу на попис из 2006. када је регистровано 4.036 житеља.
| 2006. | 2011. |
| ----- | ----- |
| 4.036 | 3.985 |